# Arthur Dove
Arthur Garfield Dove (2. srpna 1880 Canandaigua, New York – 23. listopadu 1946 Huntington, New York) byl americký malíř.

## Život a dílo
Arthur Dove se narodil roku 1880 v zámožné rodině pocházející z Anglie. Arthurův otec William George Dove byl úspěšným podnikatelem. Arthur měl hudební, malířské a sportovní nadání. Vystudoval Cornell University, kde uplatnil své výtvarné vlohy při ilustrování univerzitní ročenky. Po absolvování univerzity se usadil v New Yorku, kde pracoval jako ilustrátor. V roce 1907 se přestěhoval se svou první ženou Florence do Paříže, kde se seznámil s novými malířskými styly. Inspirací mu byl především fauvismus a Henri Matisse. Vystavoval na pařížském Podzimním salónu 1908 a 1909. V roce 1909 se vrátil zpět do Spojených států, aby se věnoval malířství.
V roce 1910 Dove poprvé vystavoval ve Stieglitzově galerii 291. Od roku 1912 do roku 1946 pak Dove ve Stieglitzových galeriích 291, Intimate Gallery a An American Place vystavoval každoročně.
Arthur Dove vytvářel koláže a abstraktní malby. I přes příznivé kritiky se mu svá díla nedařilo prodávat. Vydělával si proto také jako komerční ilustrátor a farmařil.
Roku 1932 se Arthur Dove podruhé oženil s malířkou Helen Torr. Zemřel v roce 1946.

## Galerie

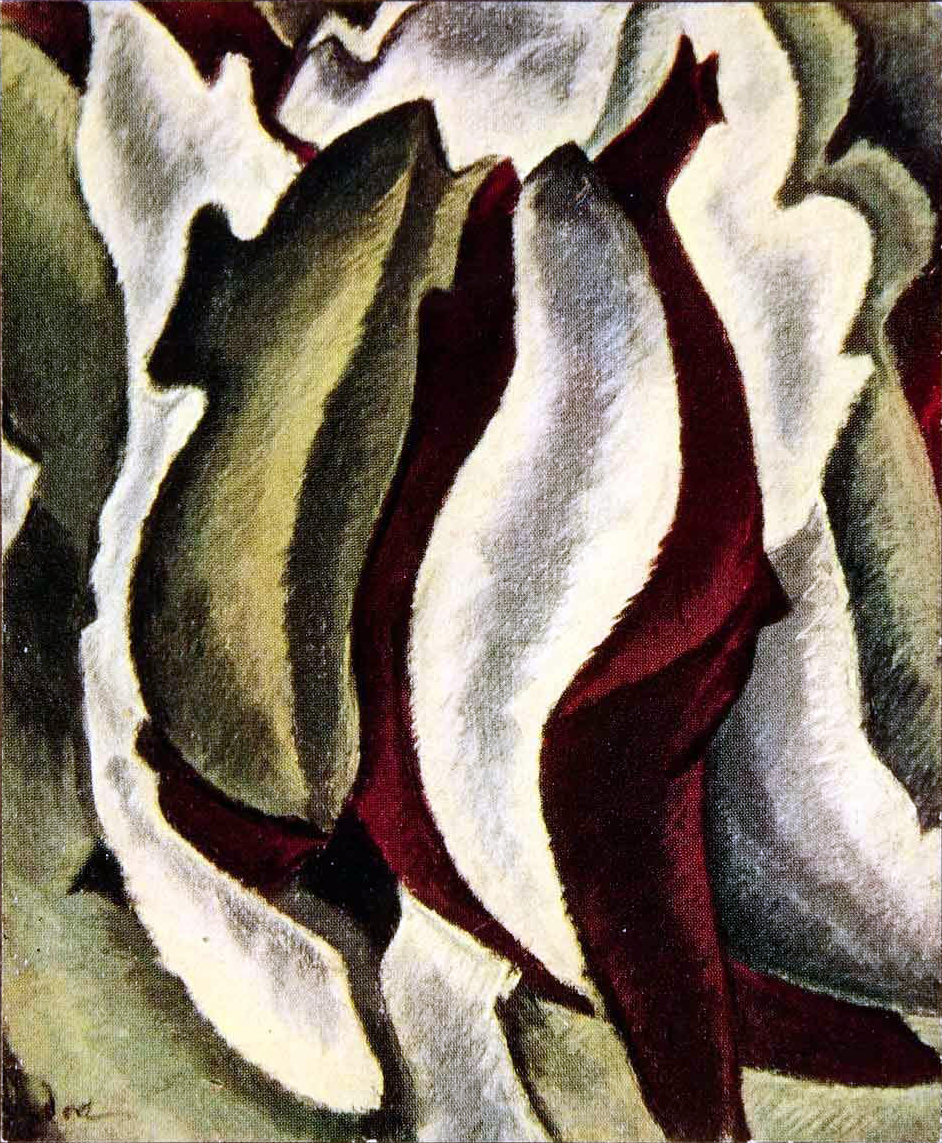
1911–12
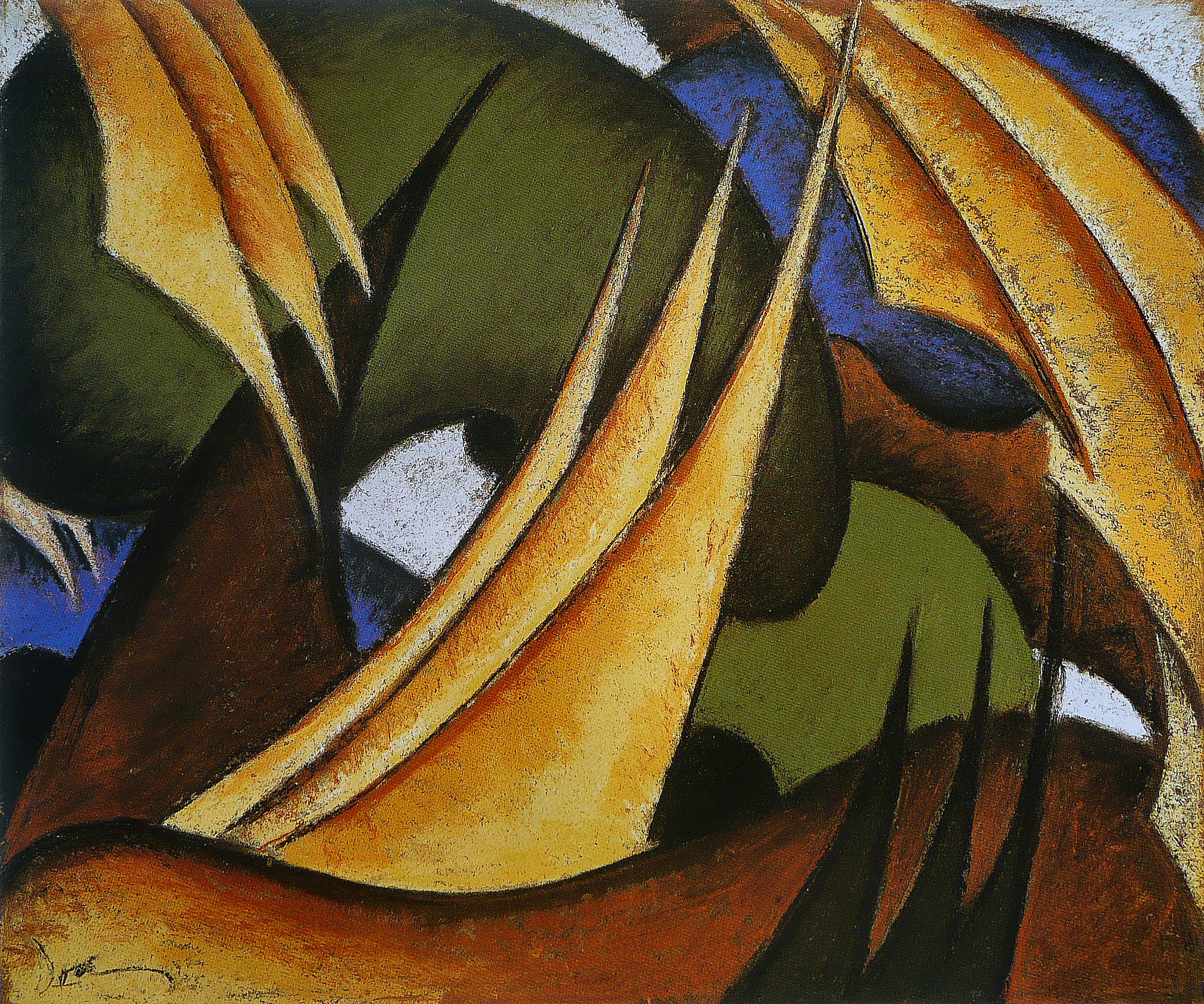
1911–12
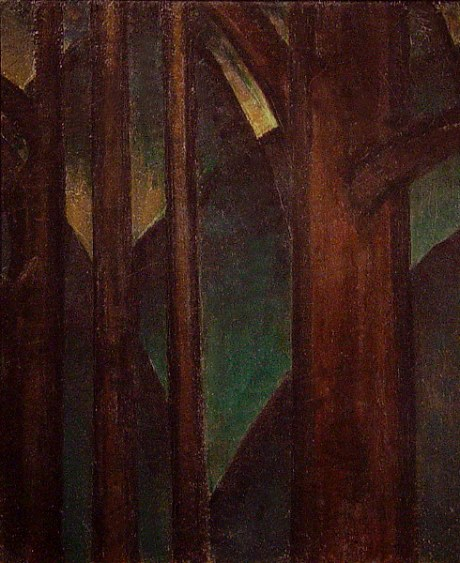
Dark Abstraction, 1917
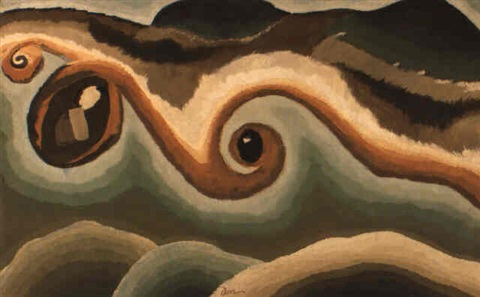
1937
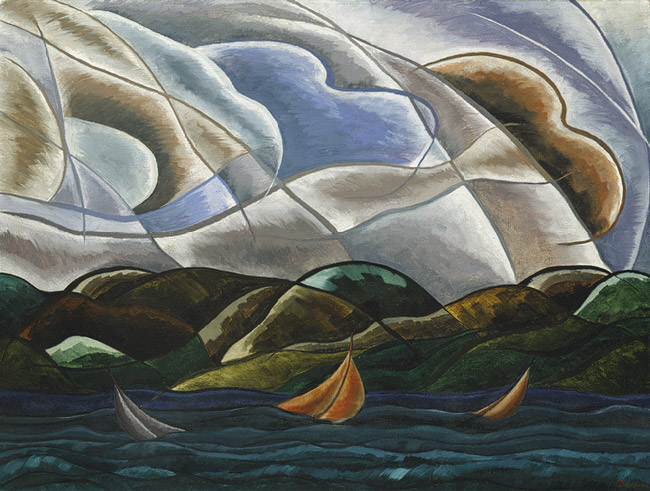
Clouds and Water, 1930
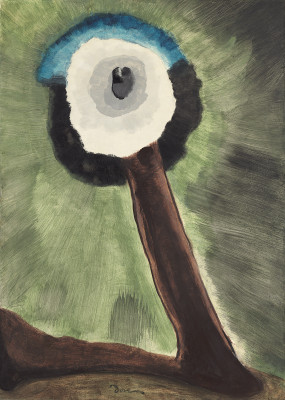
Moon, 1935
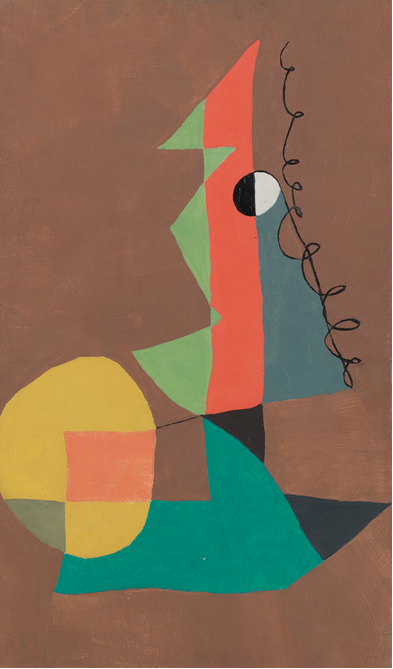
"04 PERCENT" 1942
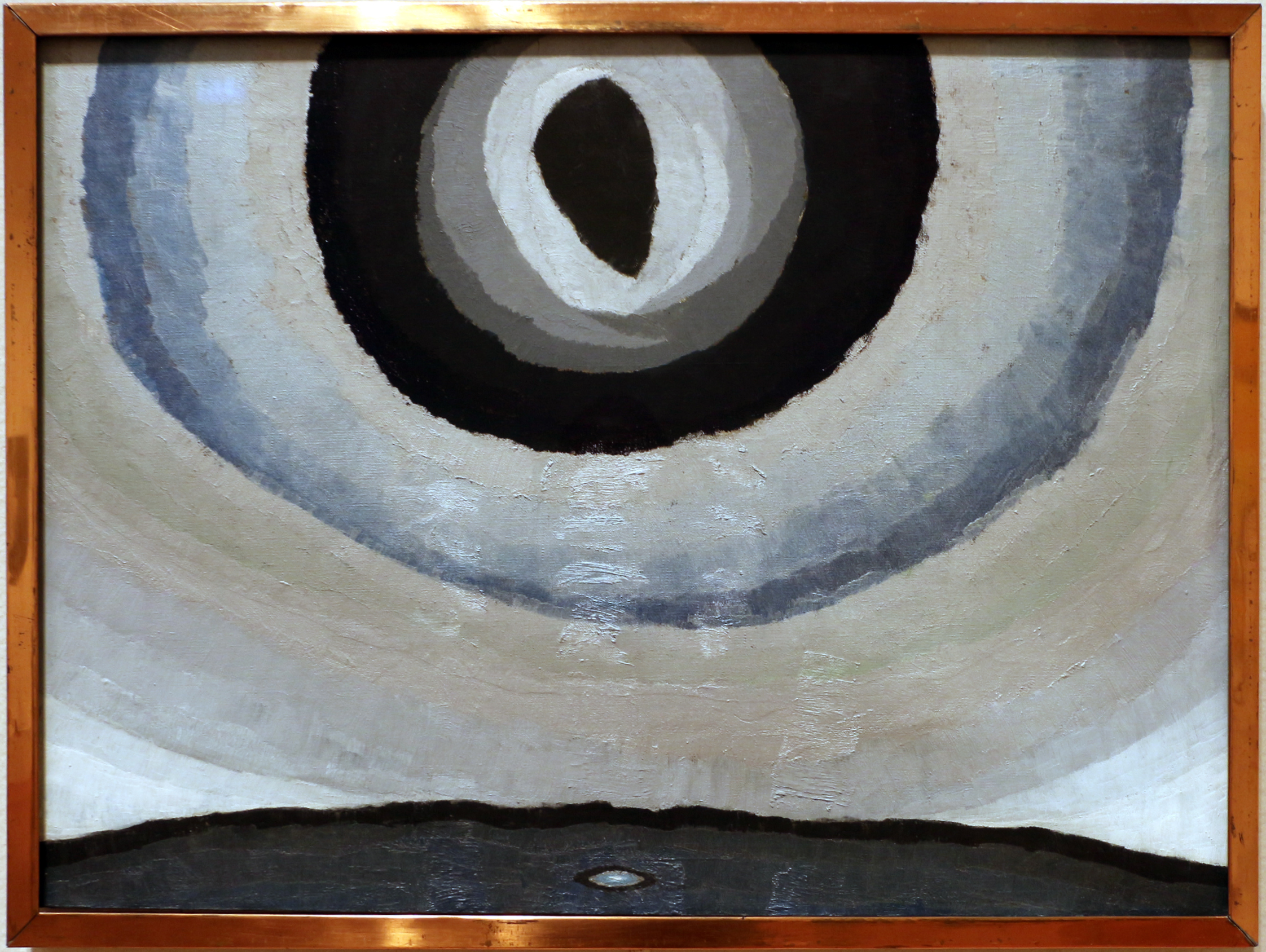
1929
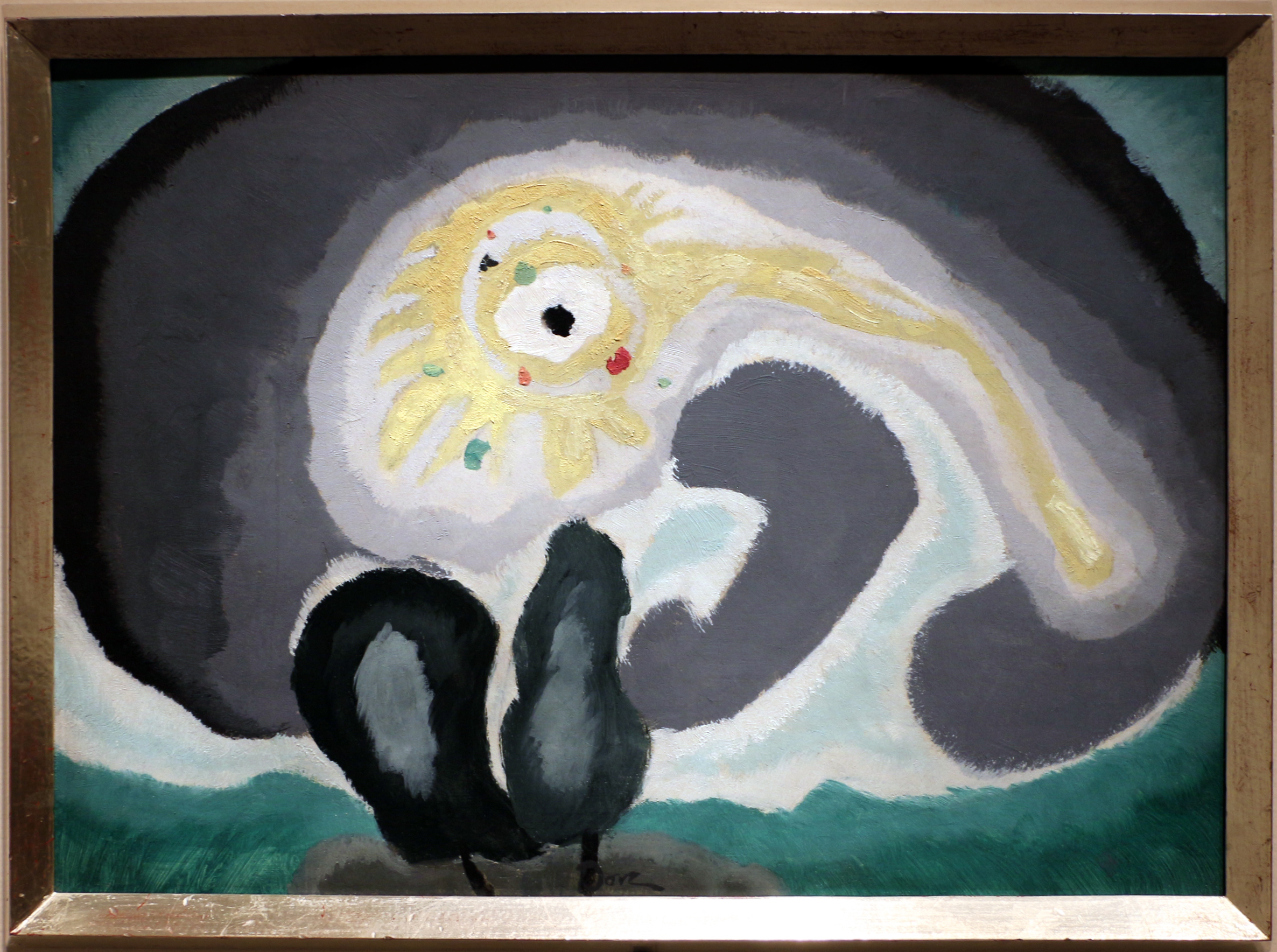
1935
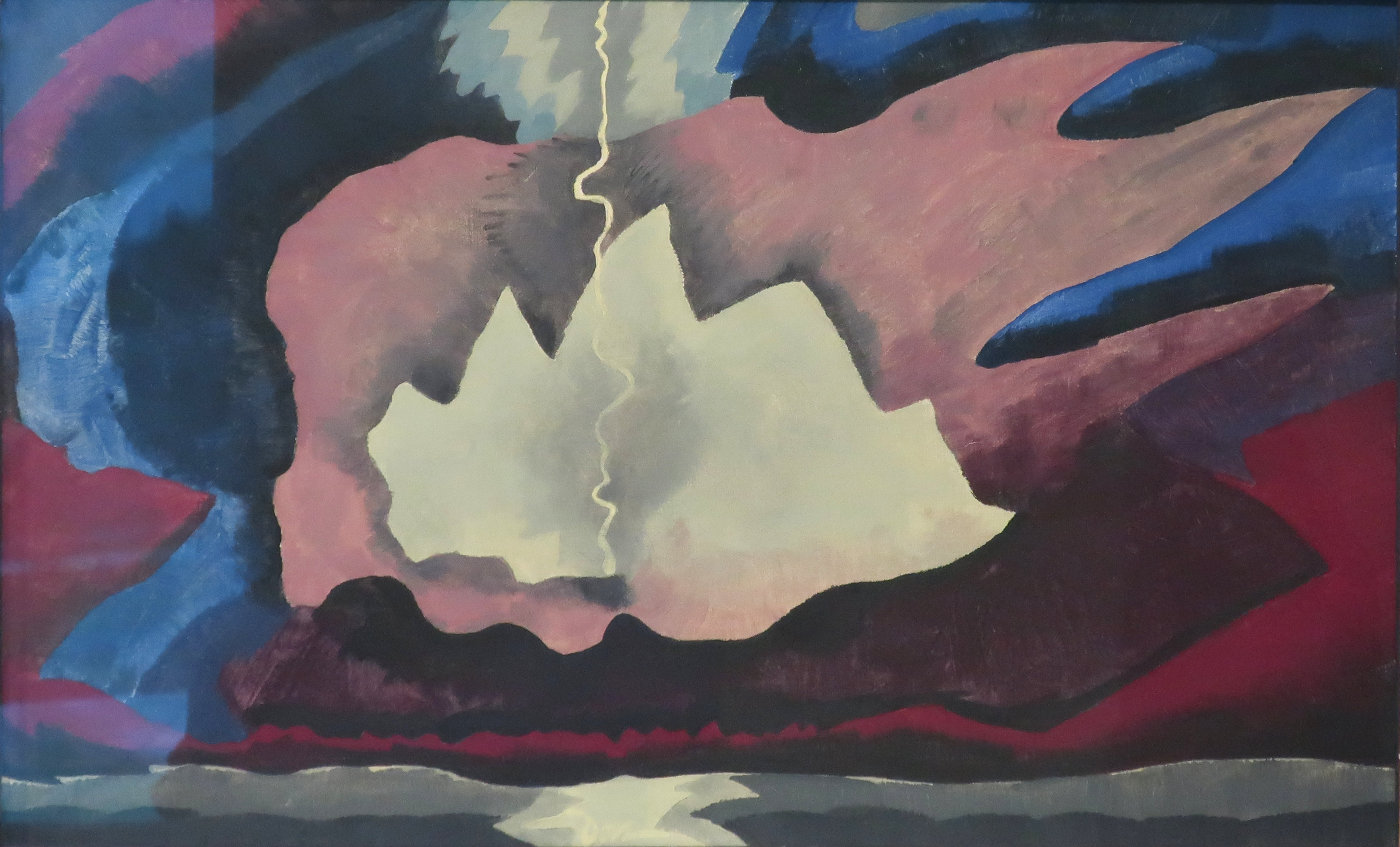
1940
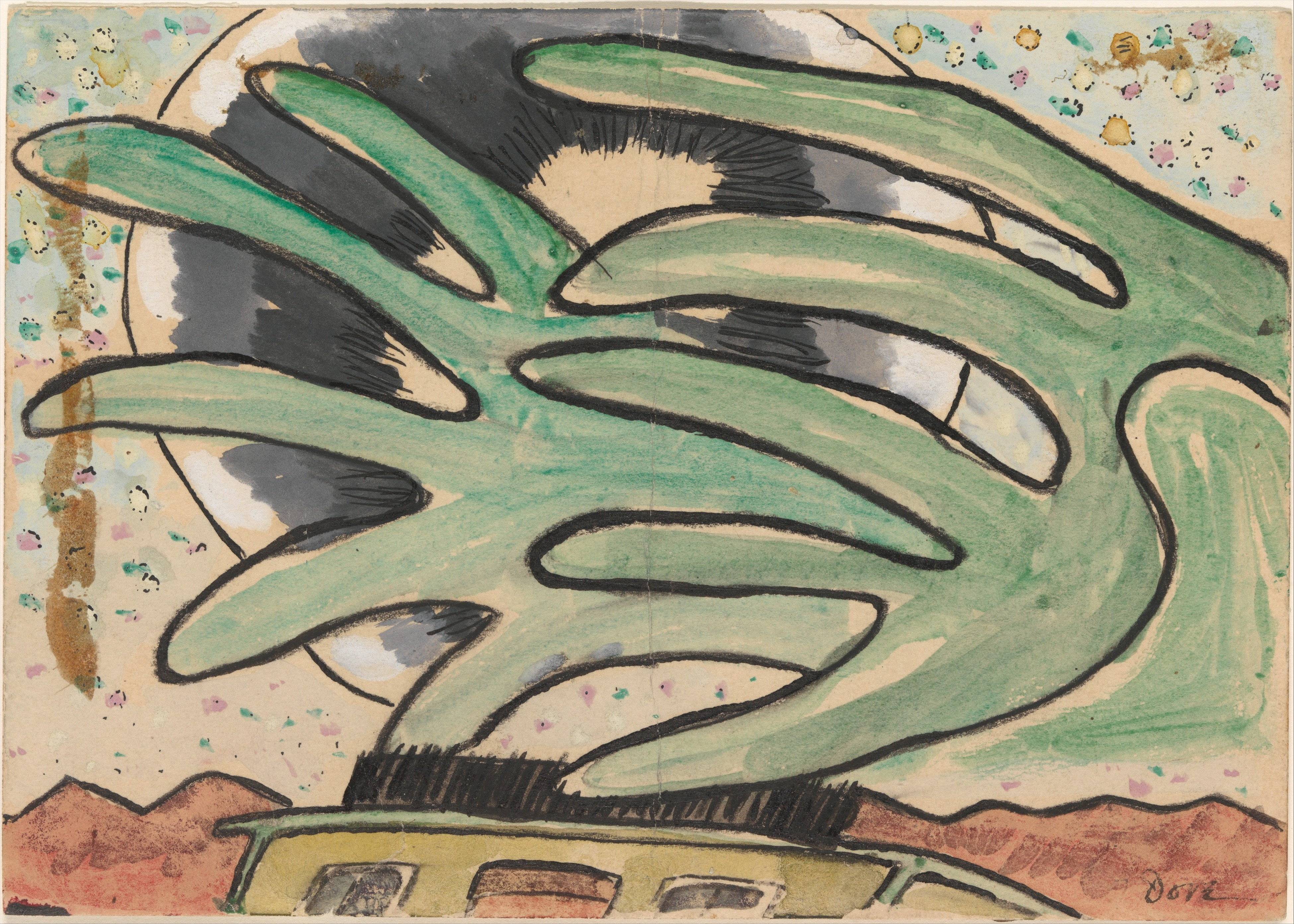
1930